# Marlis Petersen

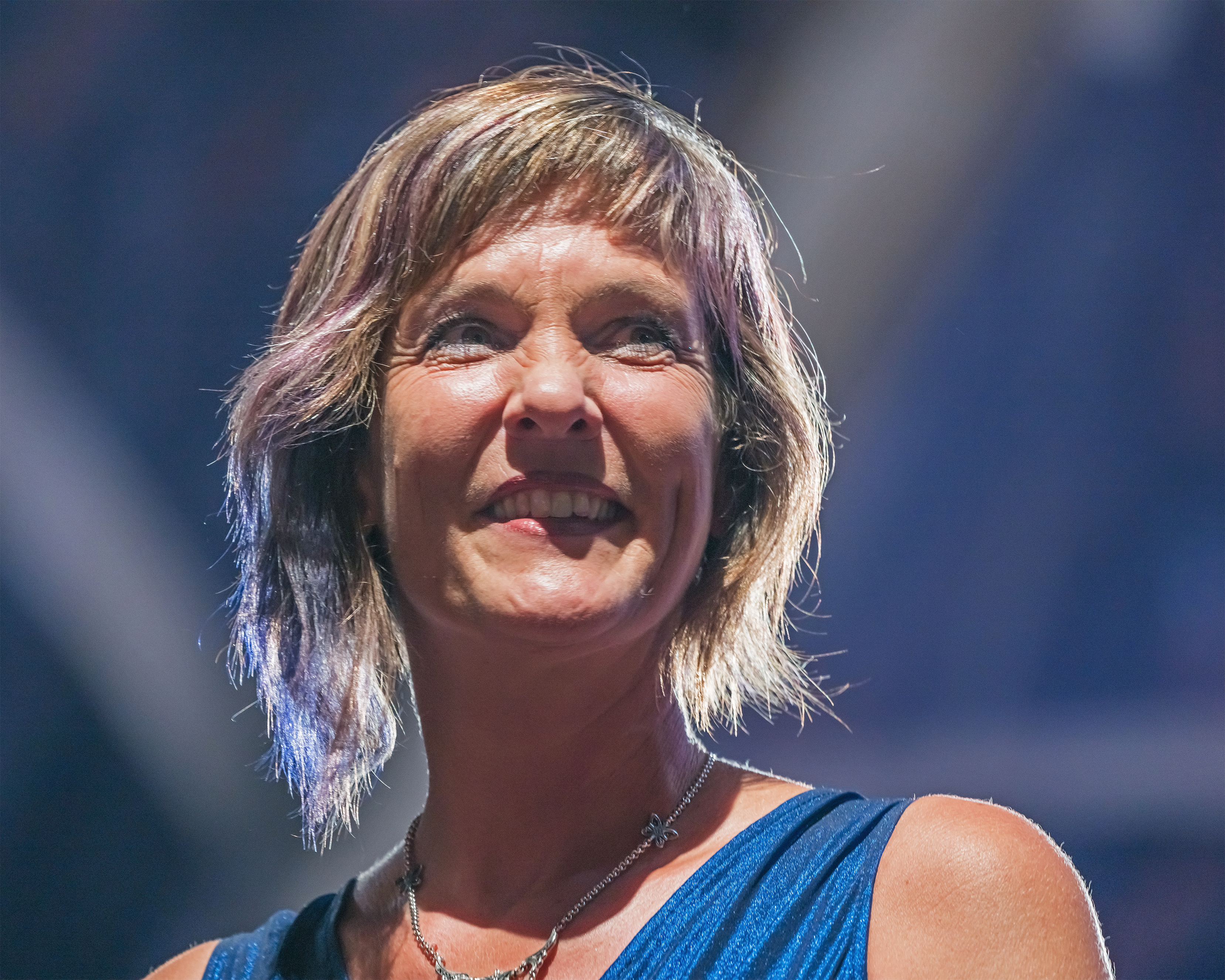
Marlis Petersen 2019

Marlis Petersen (* 3. Februar 1968 in Sindelfingen) ist eine deutsche Opern-, Lied- und Konzertsängerin der Stimmlage Sopran.

## Leben und Wirken
Petersen, die in Tuttlingen aufgewachsen ist, studierte an der Musikhochschule Stuttgart Schulmusik und Gesang bei Sylvia Geszty, was sie durch eine Jazz- und Steptanzausbildung an der New York City Dance School in Stuttgart erweiterte.
1994 trat die Sopranistin ihr erstes Engagement an den Städtischen Bühnen Nürnberg an und sang dort Partien wie Ännchen (Der Freischütz), Blondchen (Die Entführung aus dem Serail), Oscar (Ein Maskenball), Adele (Die Fledermaus), Zerbinetta (Ariadne auf Naxos) und Königin der Nacht (Die Zauberflöte).
Von 1998 bis 2003 war Marlis Petersen Ensemblemitglied der Deutschen Oper am Rhein in Düsseldorf/Duisburg. Dort sang sie u. a. Norina (Don Pasquale), Morgana (Alcina), Marie (Die Regimentstochter), aber auch Susanna (Die Hochzeit des Figaro), Sophie (Der Rosenkavalier), Füchslein Schlaukopf (Das schlaue Füchslein) und Viola (Was ihr wollt).
2002 gab sie als Lulu von Alban Berg ihr Debüt an der Wiener Staatsoper. In dieser Rolle war sie ebenfalls an der Staatsoper Hamburg (2003), an der Lyric Opera in Chicago (2008), der Metropolitan Opera in New York City (2010) dem Megaron Athen und der Bayerischen Staatsoper zu erleben. Im Sommer 2006 gastierte sie zum ersten Mal bei den Salzburger Festspielen mit Mozarts Il re pastore, gefolgt von Susanna (Die Hochzeit des Figaro) im Jahr 2008. Diese Partie sang sie auch an der Los Angeles Opera unter der Leitung von Plácido Domingo (2010).
Sie sang die Hauptpartie in Manfred Trojahns Uraufführung La grande magia an der Semperoper in Dresden und wirkte in Hans Werner Henzes Phaedra an der Staatsoper Berlin und zuletzt in Aribert Reimanns Medea an der Wiener Staatsoper mit. Für die Interpretation dieser Rolle wurde sie 2010 von der Zeitschrift Opernwelt zum zweiten Mal (erstmals 2004 für ihre Lulu mit Konwitschny/Metzmacher) zur „Sängerin des Jahres“ gekürt. 2012 war sie überwiegend als Liedsängerin auf Tour. 2015 wurde sie für die Lulu in der Inszenierung von Dmitri Tcherniakovs an der Bayerischen Staatsoper zum dritten Mal zur „Sängerin des Jahres“ gewählt. 2016 debütierte sie in der Rolle der Manon Lescaut an der Wiener Staatsoper.
Petersen pflegt eine enge Beziehung zum Theater an der Wien, sie trat dort in folgenden Produktionen auf: 2012 als Stella (etc.) in Les Contes d’Hoffmann (ML: Riccardo Frizza, Regie: Roland Geyer), 2013 als Elettra in Idomeneo (ML: René Jacobs, Regie: Damiano Michieletto), 2014 als Violetta in La traviata (ML: Sian Edwards, Regie: Peter Konwitschny), 2015 als Alaide in La straniera (Regie: Christof Loy), 2016 als Gertrud in Hamlet (ML: Michael Boder, Regie: Christof Loy).
Am 21. März 2021 verkörperte Petersen die Rolle der Marschallin in Straussens Rosenkavalier an der Bayerischen Staatsoper in München. Die Aufführung unter der Regie von Barrie Kosky und mit Vladimir Jurowski als Dirigenten fand coronabedingt ohne Publikum und mit reduziertem Orchester statt, wurde jedoch vom Fernsehsender Arte übertragen.
Marlis Petersen lebt auf der peloponnesischen Halbinsel in Griechenland.

## Auszeichnungen
- 2004: Opernwelt – „Sängerin des Jahres“ für Konwitschnys LULU-Inszenierung an der Staatsoper Hamburg in der Titelrolle
- 2010: Opernwelt – „Sängerin des Jahres“ für Aribert Reimanns MEDEA an der Wiener Staatsoper in der Titelrolle
- 2013: Österreichischer Musiktheaterpreis – Goldener Schikaneder in der Kategorie beste weibliche Hauptrolle für ihre Rolle in Les Contes d'Hoffmann am Theater an der Wien.[3]
- 2015: Opernwelt – „Sängerin des Jahres“ für Tcherniakov LULU an der Bayerischen Staatsoper in der Titelrolle
- 2020: Opus Klassik, Kategorie Sängerin des Jahres, für Dimensionen – Innenwelt (Auszeichnung geteilt mit der Mezzosopranistin Elīna Garanča)
- 2020: Opernwelt – „Sängerin des Jahres“ für Stones TOTE STADT an der Bayerischen Staatsoper und Habjans SALOME am Theater an der Wien
- 2022: Opus Klassik in der Kategorie Operneinspielung für Korngold: Die tote Stadt mit dem Bayerischen Staatsorchester[4]
- 2022: Deutscher Theaterpreis Der Faust in der Kategorie Darsteller:in Musiktheater für Die Sache Makropulos als Emilia Marty an der Staatsoper Unter den Linden[5]

## Diskografie (Auswahl)
- Dimensionen – Anderswelt mit Camillo Radicke, Klavier. (Solo Musica), 2018.
- Dimensionen – Welt mit Stephan Matthias Lademann, Klavier. (Solo Musica), 2017.
- Goethe-Lieder – Das ewig Weibliche. Mit Jendrik Springer, Klavier. Harmonia Mundi, 2012.
- Robert Schumann: Spanische Liebeslieder Op. 138, Spanisches Liederspiel Op. 74, Minnespiel Op. 101. 2010.
- Wolfgang Amadeus Mozart: Die Zauberflöte. Akademie für Alte Musik & RIAS Kammerchor, René Jacobs. Harmonia Mundi, 2010.
- Johannes Brahms: Ein Deutsches Requiem. Fassung für Klavier zu vier Händen. Rundfunkchor Berlin, Simon Halsey. 2010.
- Johannes Brahms: Liebeslieder-Walzer op. 52, Drei Lieder op. 64, Neue Liebeslieder op. 65. Mit Stella Doufexis, Werner Güra, Konrad Jarnot (Gesang), Christoph Berner und Camillo Radicke (Klavier). 2008.

## Dokumentation
- 4. Juni 2012: BR alpha-Forum. Hans Jürgen Mende im Gespräch mit der Sängerin